# Луис Маклејн
Луис Маклејн (енгл. Louis McLane; Смирна, 28. мај 1786 — Балтимор, 7. октобар 1857) био је амерички правник и политичар из Вилмингтона, Округ Њукасл, Делавер. Био је ветеран Рата 1812, и члан Федералистичке партије и касније Демократске странке. Служио је у Представничком дому као представник Делавера. Био је сенатор, Секретар трезора, и Државни секретар.